# Warthill
Warthill – wieś w Anglii, w hrabstwie North Yorkshire, w dystrykcie (unitary authority) North Yorkshire. Leży 9 km na północny wschód od miasta York i 282 km na północ od Londynu. W 2001 miejscowość liczyła 241 mieszkańców.